# ارابه فرود

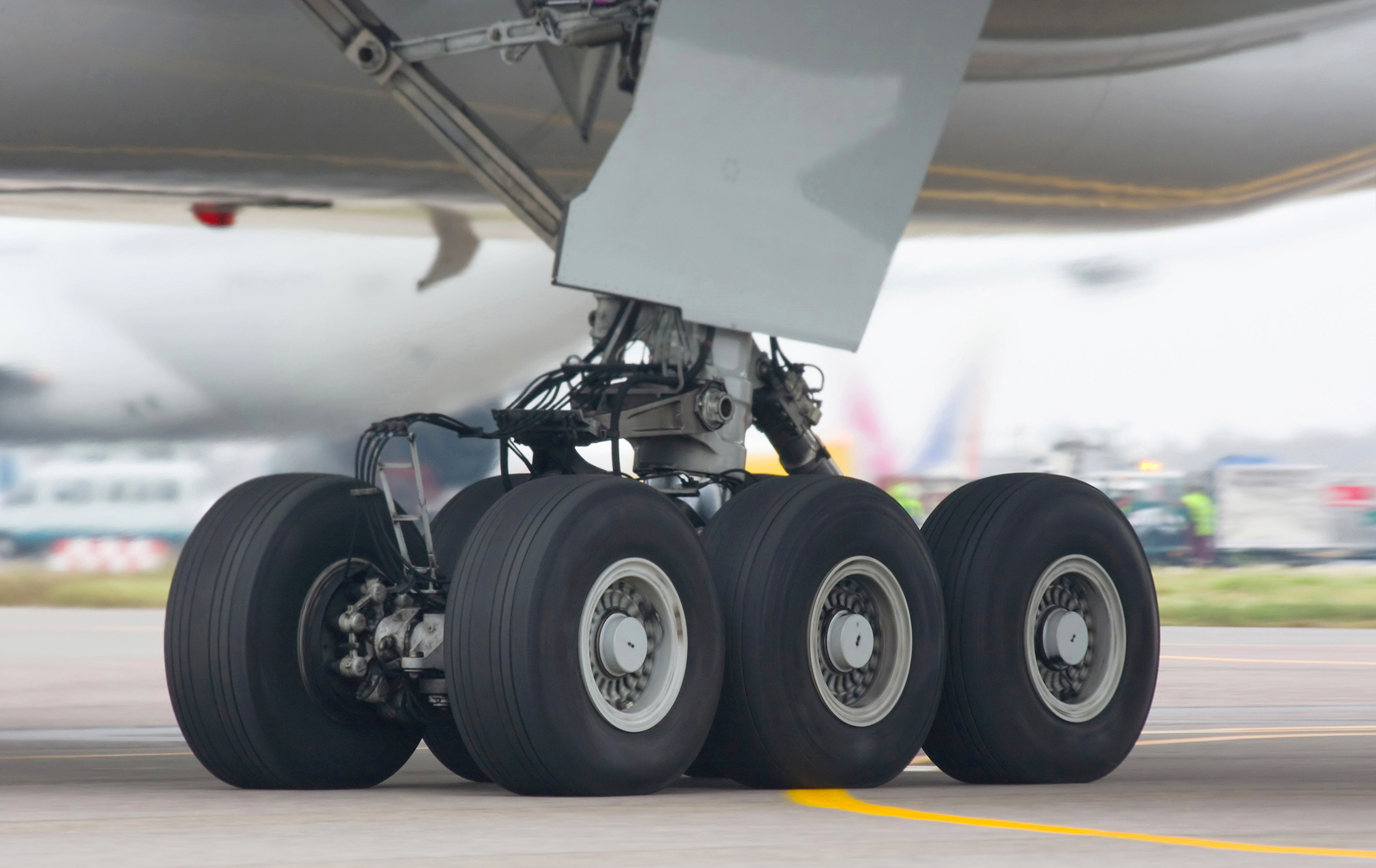
ارابه فرود بوئینگ ۷۷۷

ارابه‌های فرود اصلی و دماغه در ایرباس‌آ۳۳۰

ارابه فرود (مصوبه فرهنگستان زبان: فرودافزار) سازه‌ای است که هواپیما در هنگام توقف یا حرکت بر روی زمین بر آن تکیه دارد. ارابه فرود معمولاً دارای چرخ است ولی در برخی هواپیماها اسکی (برای روی برف) و محفظه هوا (برای روی آب) نیز به‌جای چرخ بکار می‌رود.
چرخ‌ها در قسمت‌های دو بال، بدنه و دماغه هواپیما قرار دارند.
در بیشتر هواپیماها ارابه فرود پس از برخاستن هواپیما جمع می‌شود تا از نیروی پسار بکاهد.
برخی از انواع فرود افزارها عبارتند از: فرودافزار ثابت فنری، فرودافزار ثابت تلسکوپی، فرودافزار ثابت اهرمی، فرودافزار جمع‌شونده تلسکوپی، و فرودافزار جمع‌شونده اهرمی.

## طراحی
ساخت ارابه فرود نیاز به فناوری بالا دارد و نیازمند آزمایش‌های فراوان به منظور دریافت تأییدیه است.
معیارهایی که در بخش طراحی فرودافزار مطرح هستند، عبارتند از:
۱. ضریب پسار،
۲. وزن فرودافزار،
۳. تأثیر بر گرانیگاه،
۴. پایداری زمینی،
۵. قابلیت هدایت زمینی،
۶. ضریب امیدواری فرودافزار،
۷. واکنش در مقابل نوسانات زمینی،
۸. نیاز به سامانه جمع‌کننده.